# 李松 (漢朝)
李松（?—25年），荊州南陽郡宛县（今河南省南陽市）人，中国汉朝更始政权武将，政治人物。东汉建国功臣李通从弟。更始帝重臣李軼的同族兄弟，李汎之兄。
| 姓名         | 李松                                              |
| 時代         | 新代                                              |
| 生没年       | 生年不詳 - 25年（更始三年）                       |
| 字・別号     | 〔不詳〕                                          |
| 籍贯         | 荊州南陽郡宛县                                    |
| 職官         | 丞相司直〔更始〕→丞相〔更始〕                     |
| 爵位・号等   | -                                                 |
| 陣营・所属等 | 更始帝                                            |
| 家族・一族   | 弟：李汎 一族：李通〔从兄〕 李軼〔兄弟?,从兄弟?〕 |

## 生平
更始帝劉玄即位以前，李松事跡不明。他和李通、李軼一样，参加劉縯、劉秀（汉光武帝）兄弟的舂陵軍可能性很高。
更始元年（23年）八月，任丞相司直的李松和西屏大将軍申屠建一起从武关攻打長安。李松、申屠建在弘農郡析县得到邓曄、于匡的援護，击破武关，攻入長安，斬王莽滅新朝。
李松、申屠建送皇帝輿服献给更始帝，促成遷都長安。更始二年（24年）二月，更始帝入長安。李松和趙萌進言更始帝，将功臣封王。大司馬朱鮪反对，称汉高祖的誓言非刘氏不王。更始帝采纳李松之言，以王匡为比阳王、王凤为宜城王、朱鲔为胶东王、卫尉大将军张卬为淮阳王、廷尉大将军王常为邓王，执金吾大将军廖湛为穰王、申屠建为平氏王、尚书胡殷为随王、柱天大将军李通为西平王、五威中郎将李轶为舞阴王、水衡大将军成丹为襄邑王、大司空陈牧为阴平王、骠骑大将军宋佻为颍阴王、尹尊为郾王。李松昇進丞相，和趙萌共理内政。
更始三年（25年）正月，方望、弓林在安定郡臨涇擁立劉嬰（孺子嬰）为天子，更始帝命令李松和討難将軍蘇茂討伐，斬杀劉嬰、方望、弓林。同年三月，命他和駐屯洛陽的朱鮪攻擊赤眉軍，结果大敗，死者三万余人。
王匡、張卬等更始諸将，想避开赤眉軍猛威，進言更始帝捨長安返南陽。更始帝拒绝，准备迎擊進擊長安的赤眉，命王匡、陳牧、成丹、趙萌駐屯京兆尹新丰县，李松于掫地（在京兆尹新丰县鴻門亭）布陣。不满的張卬在長安城内发起对更始帝的兵變，更始帝逃到新丰。更始帝肃清了陳牧、成丹，王匡惊恐投奔張卬。李松在更始帝命令下，和趙萌一起到長安城内战斗，王匡、張卬敗走。
王匡投降赤眉軍，赤眉軍迫进長安。李松在更始帝命令下到長安城外出擊，失败，李松被俘。赤眉以李松为人質，威胁長安城門校尉、李松之弟李汎打开城門。赤眉进入長安城，更始政权灭亡。李松也被杀死。